# Гелена Пілейчик
Гелена Майчер, у шлюбі Пілейчик (пол. Helena Pilejczyk; 1 квітня 1931, Зелюнь, Гміна Зелюнь — 12 листопада 2023) — польська ковзанярка, призерка Олімпійських ігор.

## Ранні роки
Гелена Майчер полюбляла спорт. Спочатку віддавала перевагу волейболу і легкій атлетиці, але на початку 1950-х, отримавши роботу, опинилася в Ельблонгу і зосередилася на ковзанярському спорті. В 1955 році одружилася з суддею з ковзанярського спорту Лучаном Пілейчиком.

## Спортивна кар'єра
В 1957 році Пілейчик вперше змагалася на чемпіонаті світу в класичному багатоборстві, де зайняла загальне 9-ме місце. На чемпіонаті 1958 була 5-ю. Пропустивши чемпіонат світу 1959 року через народження дитини, в 1960 році зайняла на чемпіонаті світу знов 5-те загальне місце, а на дистанції 1000 м завоювала малу срібну медаль.

### Виступи на Олімпіадах
Зимові Олімпійські ігри 1960 стали першими, на яких у ковзанярському спорті змагалися жінки.
Пілейчик взяла участь в забігах на всіх чотирьох дистанціях.
20 лютого 1960 року в першому на Олімпіаді змаганні серед жінок на дистанції 500 м Пілейчик зайняла 12-те місце.
Наступного дня в забігу на дистанції 1500 м Клара Гусєва, стартуючи в першій парі, фінішувала з новим олімпійським рекордом часу 2:28,7. Ельвіра Серочинська, яка бігла в сьомій парі, зуміла перевершити час Гусєвої на 3 секунди, встановивши новий рекорд 2:25,7 і захопивши лідерство. Її час залишався кращим до забігу останньої цього дня пари — радянської ковзанярки Лідії Скобликової і Гелени Пілейчик. Обидві ковзанярки стартували дуже щвидко, не поступаючись графіку Серочинської, та все ж на останніх 500 метрах Скобликова відірвалася від суперниці, фінішувала з часом 2:25,2, оновивши олімпійський рекорд, і виборола золоту медаль, посунувши Серочинську на друге місце. А час Гелени Пілейчик 2:27,1 виявився кращим за час Клари Гусєвої і дозволив їй зайняти 3-тє місце.
На дистанції 1000 м Пілейчик була 5-ю, а на дистанції 3000 м була 6-ю.
На своїй другій Олімпіаді 1964 Гелена Пілейчик, беручи участь знов в забігах на всіх чотирьох дистанціях, виступила посередньо.
| Олімпіада       | Дисципліна | Місце |
| --------------- | ---------- | ----- |
| Скво-Веллі 1960 | 500 м      | 12    |
| Скво-Веллі 1960 | 1000 м     | 5     |
| Скво-Веллі 1960 | 1500 м     | 3     |
| Скво-Веллі 1960 | 3000 м     | 6     |
| Інсбрук 1964    | 500 м      | 23    |
| Інсбрук 1964    | 1000 м     | 15    |
| Інсбрук 1964    | 1500 м     | 25    |
| Інсбрук 1964    | 3000 м     | 26    |